# Iglesia de Sant'Anna dei Lombardi
La iglesia de Sant'Anna dei Lombardi (en italiano: chiesa di Sant'Anna dei Lombardi), conocida también como iglesia de Santa Maria di Monteoliveto, es una iglesia monumental situada en la Piazza Monteoliveto de Nápoles (Italia). Las obras de arte de Benedetto da Maiano, Antonio Rossellino y Giorgio Vasari presentes en su interior hacen de ella uno de los ejemplos más relevantes del Renacimiento toscano en Nápoles.

## Historia
La iglesia fue fundada en 1411 por Gorello Origlia, protonotario del rey Ladislao de Durazzo, que financió la construcción de una pequeña iglesia llamada de Santa Maria di Monteoliveto, confiada a los padres olivetanos. El edificio fue sometido a radicales obras de ampliación por Alfonso II de Aragón, rey de Nápoles, y pronto se convirtió en una de las iglesias favoritas de la corte aragonesa.
La iglesia testimonia la estrecha relación entre la ciudad y Toscana, demostrando que ya en esa época se había instalado en Nápoles una abundante «colonia» florentina de comerciantes, artesanos y banqueros; no por casualidad las negociaciones entre Antonio Piccolomini y los escultores Antonio Rossellino y Benedetto da Maiano sobre la construcción y la decoración de su capilla en la iglesia fueron llevadas a cabo por la familia Strozzi, que tenía en Nápoles una filial de su banco, a través de la cual efectuaban pagos a los artistas.
En el siglo xvii la iglesia fue transformada por Gaetano Sacco, mientras que en 1798 Fernando I de las Dos Sicilias ordenó la expulsión de los olivetanos. La archicofradía de los Lombardi, que entonces estaba instalada en otra iglesia que recientemente se había vuelto inutilizable debido al derrumbe de su techo, dedicada a santa Ana y situada en los alrededores, concretamente en la calle homónima entre el Palazzo Ventapane y el Palazzo Carafa di Maddaloni, aprovechó la ocasión para trasladarse a la iglesia de Monteoliveto, que cambió de nombre en 1801, asumiendo el de Sant'Anna dei Lombardi. Parte de la fachada fue reconstruida tras la Segunda Guerra Mundial debido a los graves daños que había sufrido durante los bombardeos aliados, particularmente en el atrio gótico.

## Descripción

### Planta
| 1. Capilla Piccolomini 2. Capilla d'Avalos 3. Capilla de los santos Mauro y Plácido 4. Capilla Porcinari 5. Capilla de san Juan Bautista 6. Capilla Tolosa 7. Capilla Savarese 8. Ábside 9. Capilla Orefice 10. Capilla de la Asunción 11. Sacristía nueva 12. Sacristía de Vasari (o sacristía vieja) 13. Oratorio del Santo Sacramento a) Capilla Fiodo b) Capilla Origlia c) Capilla de la Lamentación 14. Capilla de san Cristóbal 15. Capilla Scala 16. Capilla de san Antonio de Padua 17. Capilla de santa Francisca Romana 18. Capilla Mastrogiudice 19. Capilla Correale | Planta |

### Exterior
La iglesia presenta elementos artísticos típicos del Renacimiento florentino, sobre todo desde el punto de vista arquitectónico: las grandes capillas de planta central recuerdan claramente a las construcciones análogas florentinas, y la intervención de Benedetto da Maiano está relacionada con las capillas Piccolomini y Correale. El resto del edificio se presenta con el aspecto que le fue conferido en el siglo xvii, sacrificando el original de estilo gótico, del que se conservan algunas ventanas tapiadas visibles en el exterior y el atrio de piperno, en el que destaca el arco escarzano típico del gótico tardío napolitano, reconstruido tras los bombardeos de 1943. La fachada de la iglesia tiene un arco de piperno; en el atrio gótico se conserva el santuario sepulcral de Domenico Fontana, construido en 1627 por los hermanos Sebastiano y Giulio Cesare Fontana, proveniente de la destruida iglesia de Sant'Anna.

### Interior

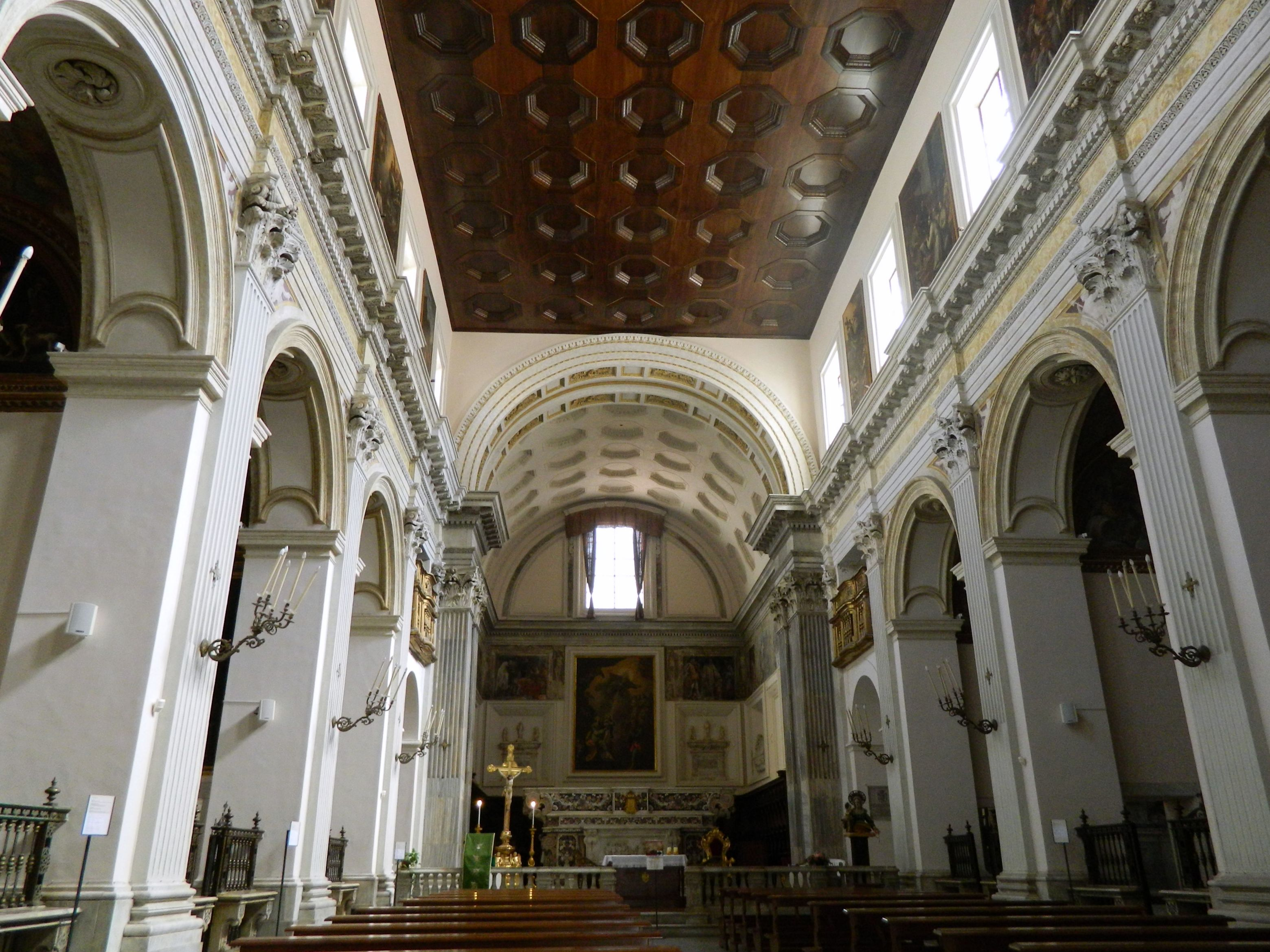
Interior.

El interior es a nave única, sin transepto, sin cúpula y con un techo abovedado a casetones. Hay cinco capillas a cada lado, más otras tres en el presbiterio, dos en el lado izquierdo y una en el derecho, junto con un pasillo que conduce a otros lugares del monasterio (el oratorio del Santo Sepulcro, la capilla de la Asunción, la sacristía nueva y la sacristía vieja o de Vasari). Entre las capillas laterales destacan la Correale, cuya arquitectura está inspirada en el estilo de Giuliano da Maiano y en la que se encuentran esculturas de su hermano Benedetto; la capilla Tolosa, de Giuliano da Maiano, con esculturas del taller de los Della Robbia y frescos de Cristoforo Scacco; y la capilla Piccolomini, una de las más logradas de formas florentinas. En las demás hay tumbas de nobles napolitanos del siglo xv y decoraciones al fresco de Giuseppe Simonelli, Baldassarre Aloisi, Nicola Malinconico y Francesco Solimena, entre otros.
Junto a las ventanas situadas en la franja superior de la nave, bajo la bóveda, hay diez lienzos que muestran Escenas de la vida de san Bernardo Tolomei y los Comienzos de la orden olivetana, realizados en 1720 por Gabriele De Sabato. La contrafachada alberga en su parte superior un órgano del siglo xvii, restaurado por los hermanos Lingiardi de Pavía (1904) y decorado a ambos lados por un ciclo de frescos decorativos con ángeles, obra de principios del siglo xvii de Battistello Caracciolo. En la parte inferior se pueden admirar, a ambos lados de la entrada a la iglesia, dos altares nobiliarios, a la izquierda el de la familia Ligorio y a la derecha el de los Del Pezzo, el primero realizado por Giovanni da Nola en 1532 y el segundo por Girolamo Santacroce en 1524. El altar Ligorio tiene en el centro la estatua de la Virgen del Socorro, con San Andrés y San Jerónimo a los lados, mientras que en el antipendio está el relieve de San Francisco de Paula salvando a los caminantes sepultados por un desprendimiento de tierra. El altar Del Pezzo tiene en el centro una Virgen con el Niño, con San Pedro y San Juan Bautista a los lados, mientras que en el antipendio está el relieve de Cristo y san Pedro sobre las aguas del lago Tiberíades.

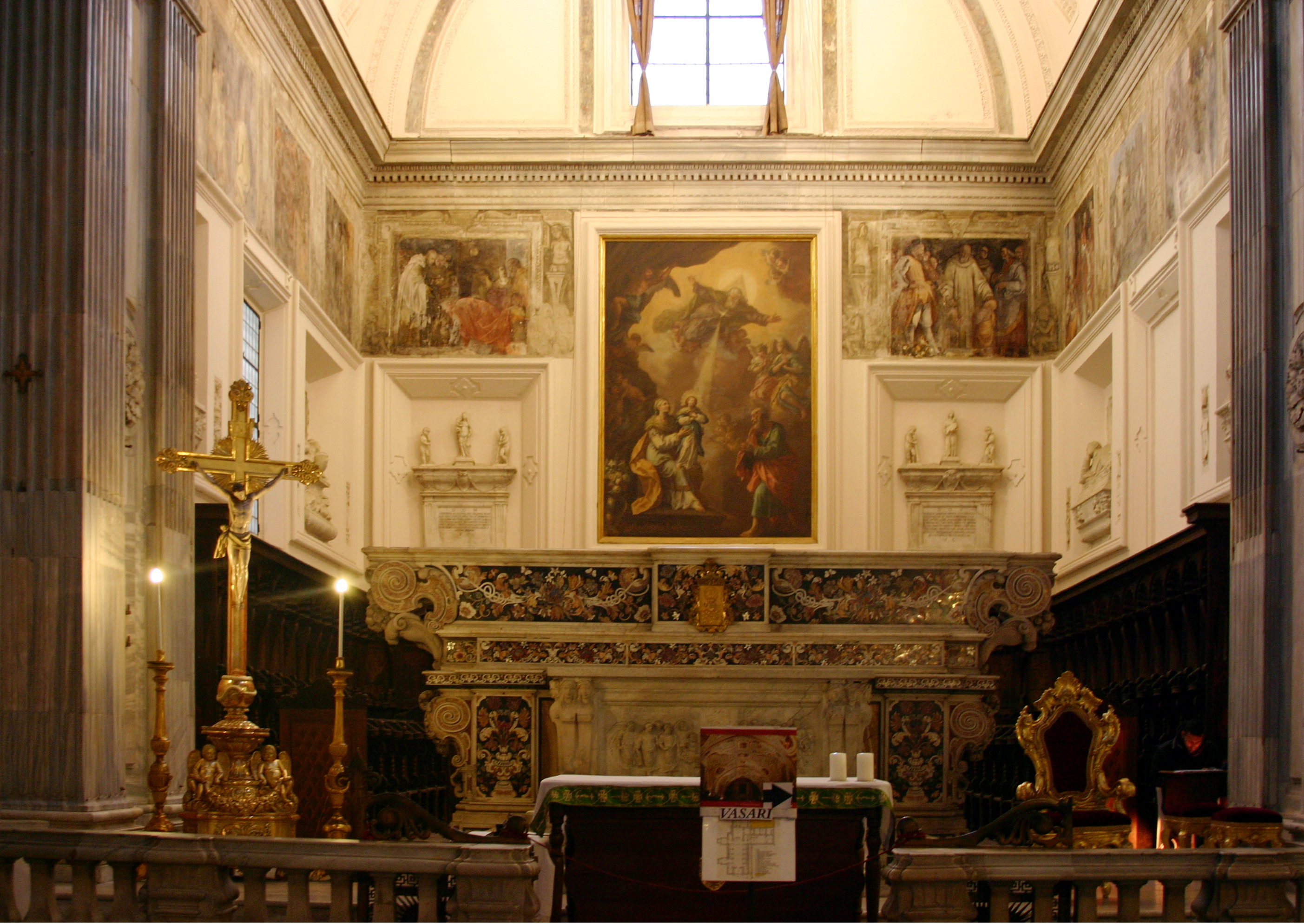
Ábside.

El presbiterio fue añadido en el siglo xvi y en el interior de sus cuatro capillas se conserva una verdadera antología de la escultura de los siglos xv y xvi. Hay obras en terracota de Guido Mazzoni y esculturas de Antonio Rossellino, Benedetto da Maiano, Giovanni da Nola y Pedro de Rubiales, entre otros.
El altar mayor fue realizado según el diseño de Giovan Domenico Vinaccia da Bartolomeo y Pietro Ghetti en la segunda mitad del siglo xvii, mientras que en la esquina derecha del transepto un pasillo conduce a la sacristía de Vasari. La tribuna situada a sus espaldas data de las intervenciones de Giovan Battista Cavagna de 1591. Arriba hay frescos de los siglos xvi y xvii con Historias de san Benito. En la pared derecha están los monumentos fúnebres de Giovan Paolo Vassalli y Nicola Asciomo, ambos de 1500 y atribuidos al taller de Tommaso Malvito, del cual es cierta la atribución de la estatua de Vassalli en su sarcófago. En la pared izquierda se encuentran los monumentos fúnebres de Fabio Barattuccio y Giovanni Artaldo, el primero obra de Antonino De Marco y Antonino De Palma, y el segundo de Giovanni Tommaso Malvito. Los estalos de madera tallados y con incrustaciones que rodean las paredes del ábside datan del siglo xvi y son obra de Giovanni Francesco d'Arezzo, mientras que en la pared frontal está el lienzo central de la Educación de la Virgen, de Angelo Mozzillo, que data de principios del siglo xix. Por último, a los lados del retablo hay dos placas conmemorativas coronadas ambas por esculturas de la Virgen con el Niño entre dos angelotes, que recuerdan a Alfonso V de Aragón y a Gorello Origlia, fundadores de la iglesia olivetana.

#### Capillas laterales

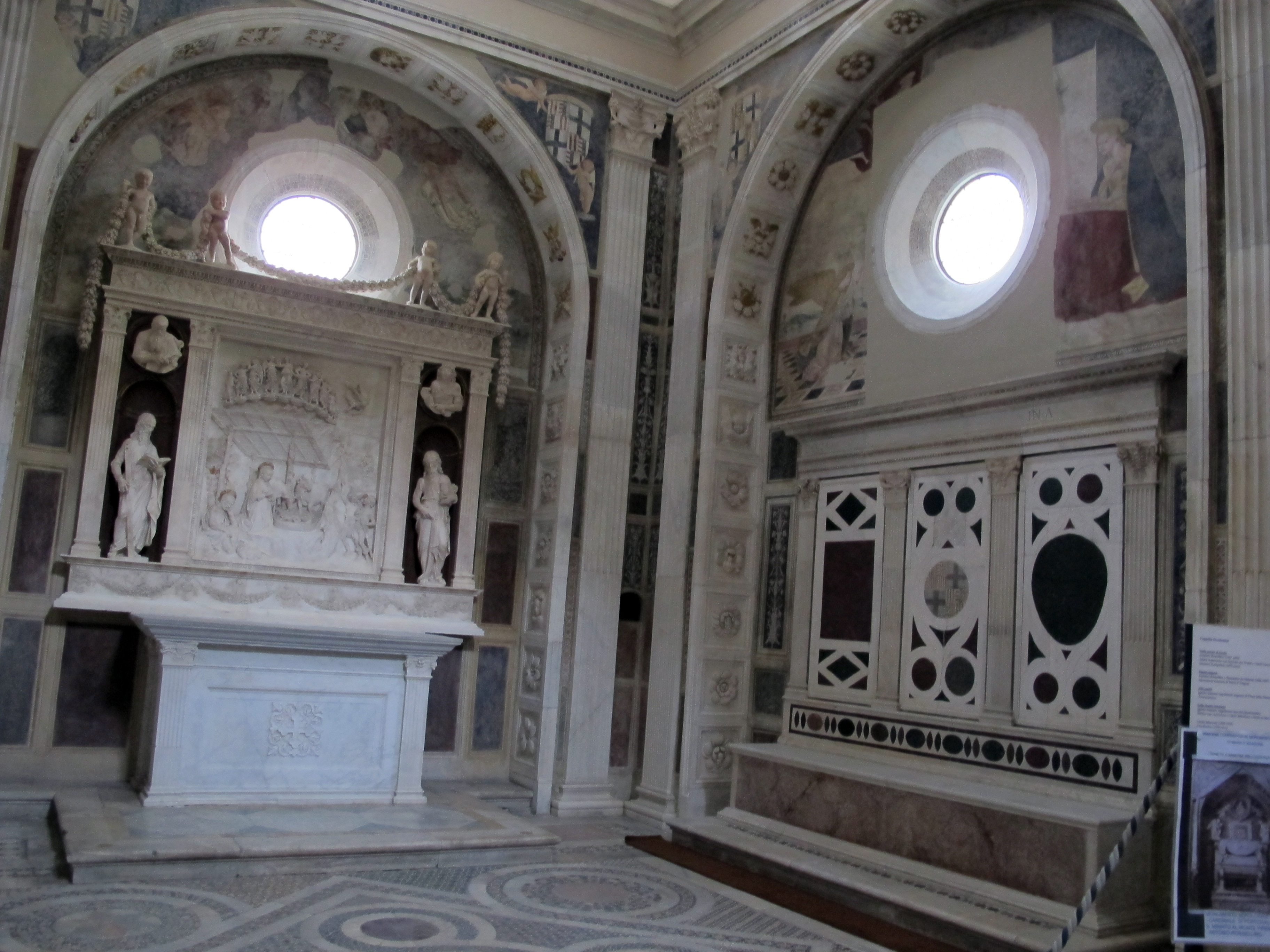
La capilla Piccolomini.

La primera estancia del lado izquierdo está decorada en la pared frontal con un altorrelieve de Giulio Mazzoni de en torno a 1550 que representa la escena de la Crucifixión, con María, san Juan y la Magdalena, mientras que a la derecha hay una tabla sobre la Ascensión, con san Sebastián y san Nicolás de Bari de principios del siglo xvi de un autor meridional desconocido. A la izquierda, un arco decorado con frisos da acceso a la capilla Piccolomini, una de las más relevantes de la iglesia, que constituye un ejemplo típico de la arquitectura renacentista florentina en Nápoles. Aquí trabajaron Giuliano da Maiano, su hermano Benedetto y Antonio Rossellino, reproponiendo el esquema de la capilla del cardenal de Portugal de la basílica de San Miniato al Monte de Florencia.

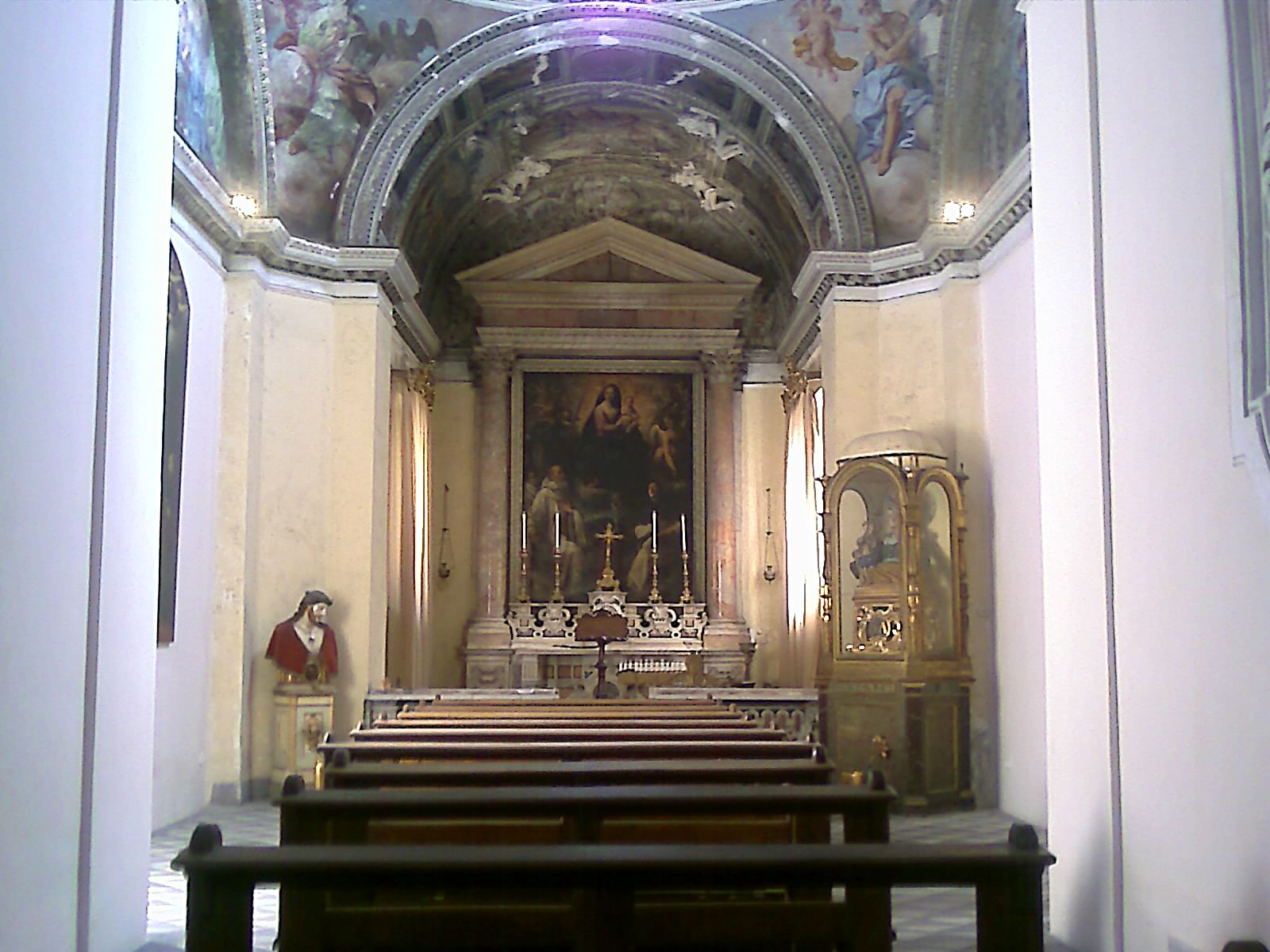
La capilla d'Avalos.

La segunda capilla es la d'Avalos. Esta se presenta con una forma más alargada respecto a las otras: al fondo está el altar mayor, con un lienzo de Fabrizio Santafede de 1606 que representa la Virgen con el Niño y los santos Benito y Tomás de Aquino, mientras que los frescos con las Historias del Antiguo y el Nuevo Testamento de Giovan Antonio Arditi y Antonio Sarnelli decoran la cúpula, el tambor y el intradós de la entrada a la capilla.
La tercera capilla está dedicada a los santos Mauro y Plácido y alberga un retablo de Paolo de Matteis firmado y datado en 1708 que representa la Virgen con el Niño entre los santos Mauro y Plácido, junto con frescos de Nicola Malinconico en la bóveda y en las lunetas que representan la Gloria y las Historias de los santos. Las paredes laterales albergan dos monumentos fúnebres: el de la izquierda, de un maestro napolitano desconocido, data de 1576 y está dedicado a Giovanni y Carlo Rapario, con un relieve de mármol de la Flagelación; el de la derecha está dedicado a Grazia Cavaniglia y es obra de Jacopo della Pila de en torno a 1470.
A continuación se encuentra la capilla Porcinari, en cuyas paredes hay frescos de Francesco Di Maria con las Historias de san Bernardo Tolomei. En la pared frontal está el lienzo de Carlo Rosa sobre el Beato Bernardo Tolomei dando la regla de la orden, mientras que en la bóveda hay frescos de Paolo De Matteis también sobre el santo.
La quinta y última capilla de la izquierda está dedicada a san Juan Bautista y su altar alberga la escultura de San Juan Bautista realizada por Giovanni da Nola en 1516. Son de Jacopo della Pila la Anunciación y el bajorrelieve con la Piedad en el antipendio, que data de la primera mitad del siglo xvi. Los frescos con la Gloria y la Vida del santo fueron realizados por De Matteis, mientras que otros elementos decorativos de la capilla proceden del taller de Giovanni da Nola.

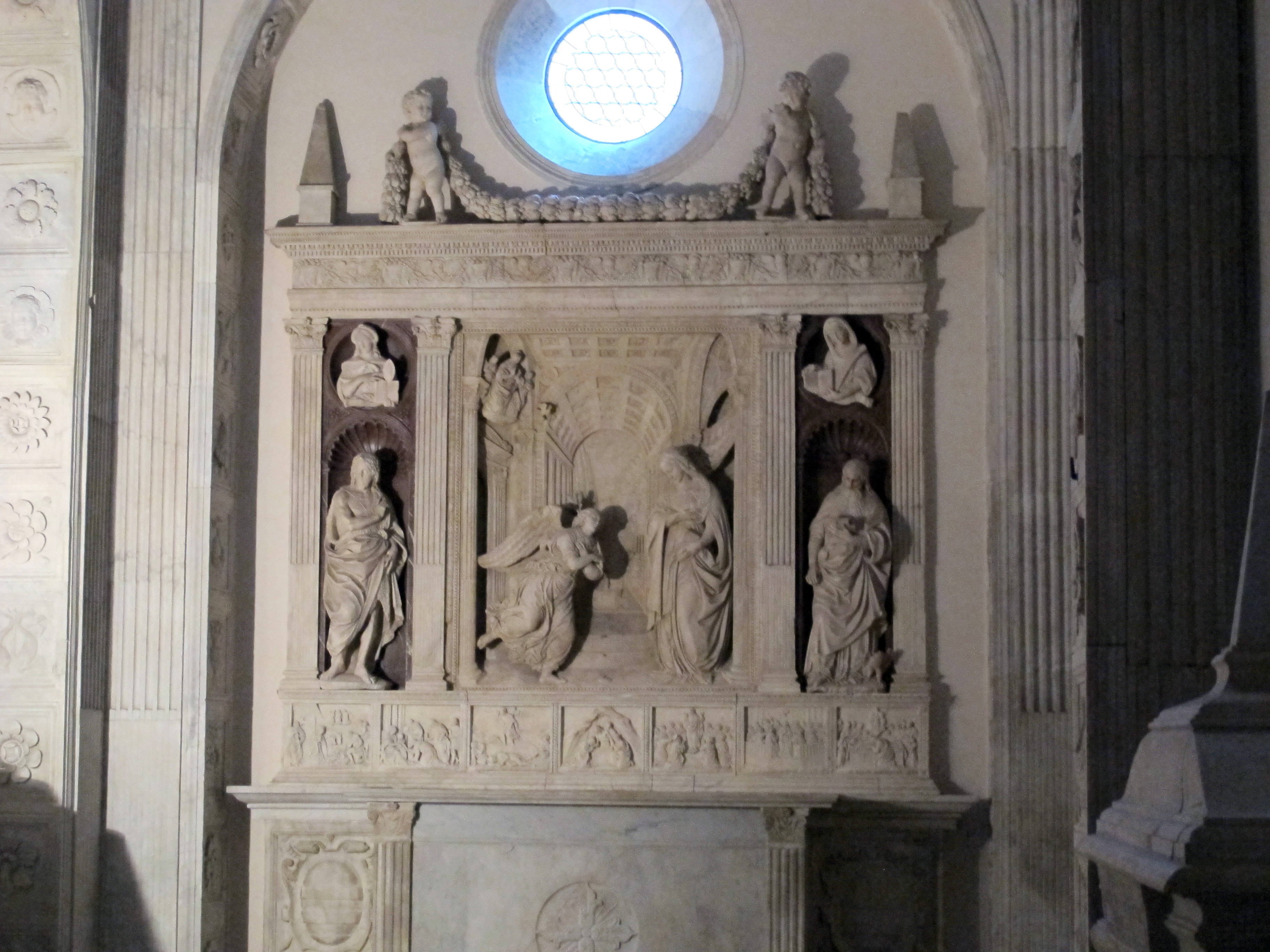
El altar de la Anunciación de Benedetto da Maiano en la capilla Correale.

La primera capilla en el lado derecho es la Mastrogiudice, en la que destacan una obra escultórica de Giovanni da Nola que representa la Virgen con el Niño y san Juan entre san Jerónimo y san Andrés, las tumbas de los Mastrogiudice, de principios del siglo xvii, realizadas por Girolamo D'Auria, un órgano monumental de finales del siglo xvii y ciclos de frescos de Battistello Caracciolo. A la derecha se accede a la capilla Correale (o de la Anunciación), muy próxima al estilo de Giuliano da Maiano, que tiene un altar de mármol con la Anunciación de Benedetto da Maiano de 1489, decorado con estatuas de San Juan evangelista y San Juan Bautista a los lados y un altorrelieve que muestra la escena de la Anunciación en el centro. Sobre los dos santos hay tondos con relieves de Mártires, mientras que en la predela hay bajorrelieves con las Escenas de la vida de Jesús. En la pared izquierda está el monumento fúnebre a Marino Correale, de 1490, mientras que en la derecha hay un banco de mármol del siglo xv.
La segunda capilla está dedicada a santa Francisca Romana. En sus paredes laterales hay dos cuadros de Vincenzo Fato con Historias de la vida de santa Francisca Romana, mientras que en las lunetas y en la bóveda hay frescos de Giuseppe Simonelli que representan historias de la santa. El retablo, también sobre la santa, es de Giovan Battista Lama.

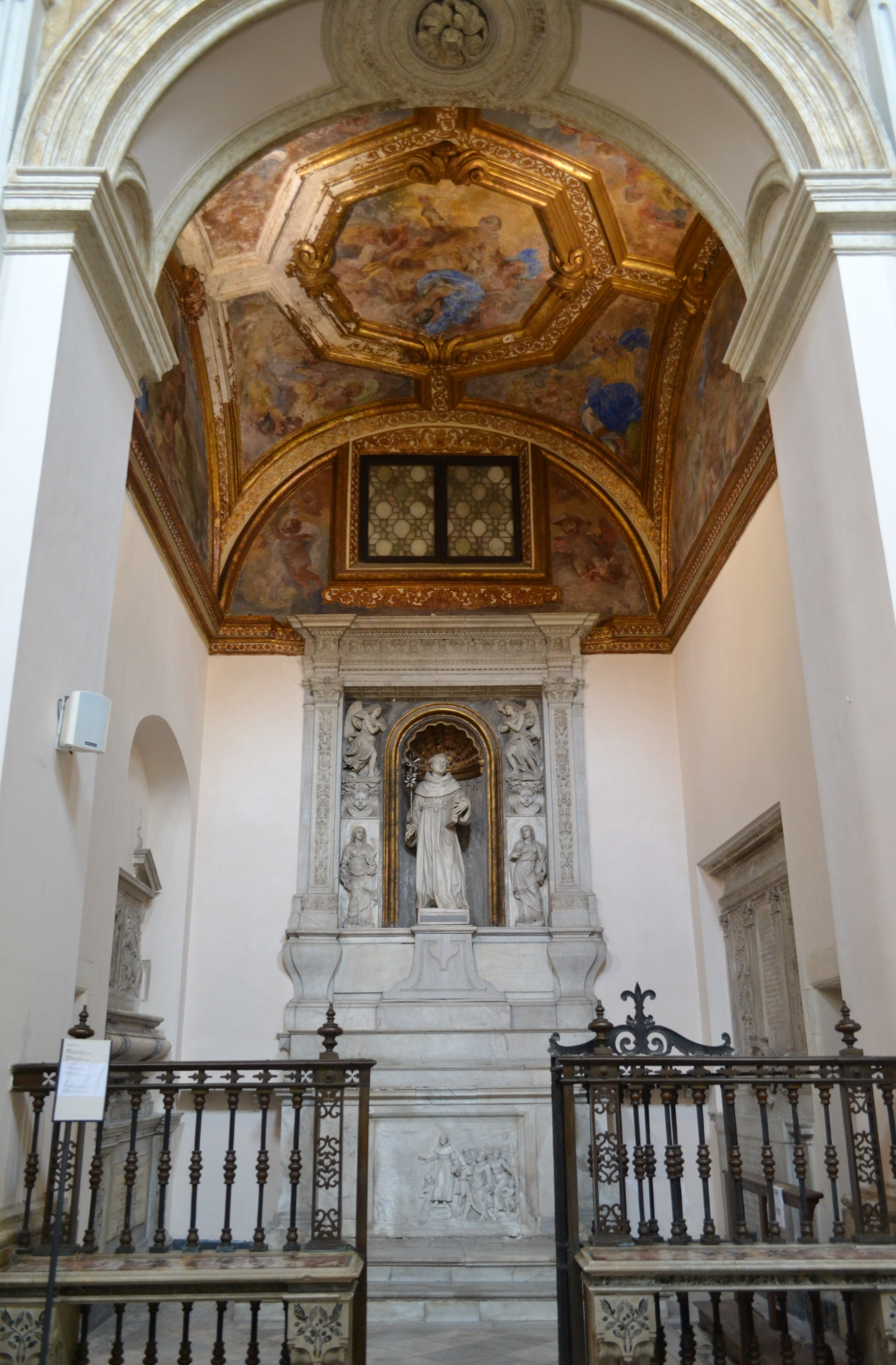
La capilla de san Antonio de Padua.

La capilla de san Antonio de Padua tiene frescos de Nicola Malinconico con Historias de la vida de san Antonio y, sobre el altar de la pared frontal, dos obras de Annibale Caccavello con la escultura de San Antonio de Padua y en el antipendio el relieve con la Predicación de san Antonio.
A continuación se encuentra la capilla Scala, que acoge los restos de militares de la familia Scala, de probable origen español. Estos restos se encuentran bajo la lápida situada en el centro del pavimento, a flores de mármol rojo, blanco y negro. Algunas fuentes del siglo xvii mencionan la existencia de una lápida dedicada a Galzerano y Livio Scala, que sin embargo no se conserva en la actualidad. En la pared del fondo de la capilla hay un altar del siglo xviii, coronado por un crucifijo de madera de un maestro desconocido, además de un ciclo de frescos de Nicola Malinconico que representa Historias de la vida de Cristo.
La última capilla de la derecha es la de san Cristóbal. La estancia tiene sobre el altar un San Cristóbal de Francesco Solimena; sobre una pared está el monumento fúnebre a Cesare Bosco, de Matteo Bottiglieri; y en la bóveda hay frescos de Giuseppe Simonelli que representan Historias de la vida de san Cristóbal.

#### Capillas del presbiterio
Las capillas a lo largo de la pared del presbiterio son tres: en la pared frontal de la izquierda está la capilla Tolosa, a la izquierda del ábside está la capilla Savarese y a la derecha del ábside está la capilla Orefice, mientras que en la pared de fondo derecha un pasillo conduce al oratorio del Santo Sacramento y a las dos sacristías.
La capilla Tolosa, construida entre 1492 y 1495 por voluntad del comerciante español Paolo Tolosa, se atribuye a Giuliano da Maiano y presenta claros temas arquitectónicos de estampa renacentista que recuerdan a la sacristía de Brunelleschi en la basílica de San Lorenzo de Florencia. Son del siglo xv los frescos de Cristoforo Scacco di Verona que decoran las paredes, así como el tríptico de Reginaldo Piramo da Monopoli colocado sobre el altar que representa la Virgen en el trono entre san Andrés y san Jerónimo. Los tondos de terracota en la cúpula son obra del taller de los Della Robbia y representan a los cuatro Evangelistas, probablemente destinados originalmente a la capilla Piccolomini, mientras que los estalos de madera con incrustaciones son utilizados en parte también por la sacristía vieja de Vasari.

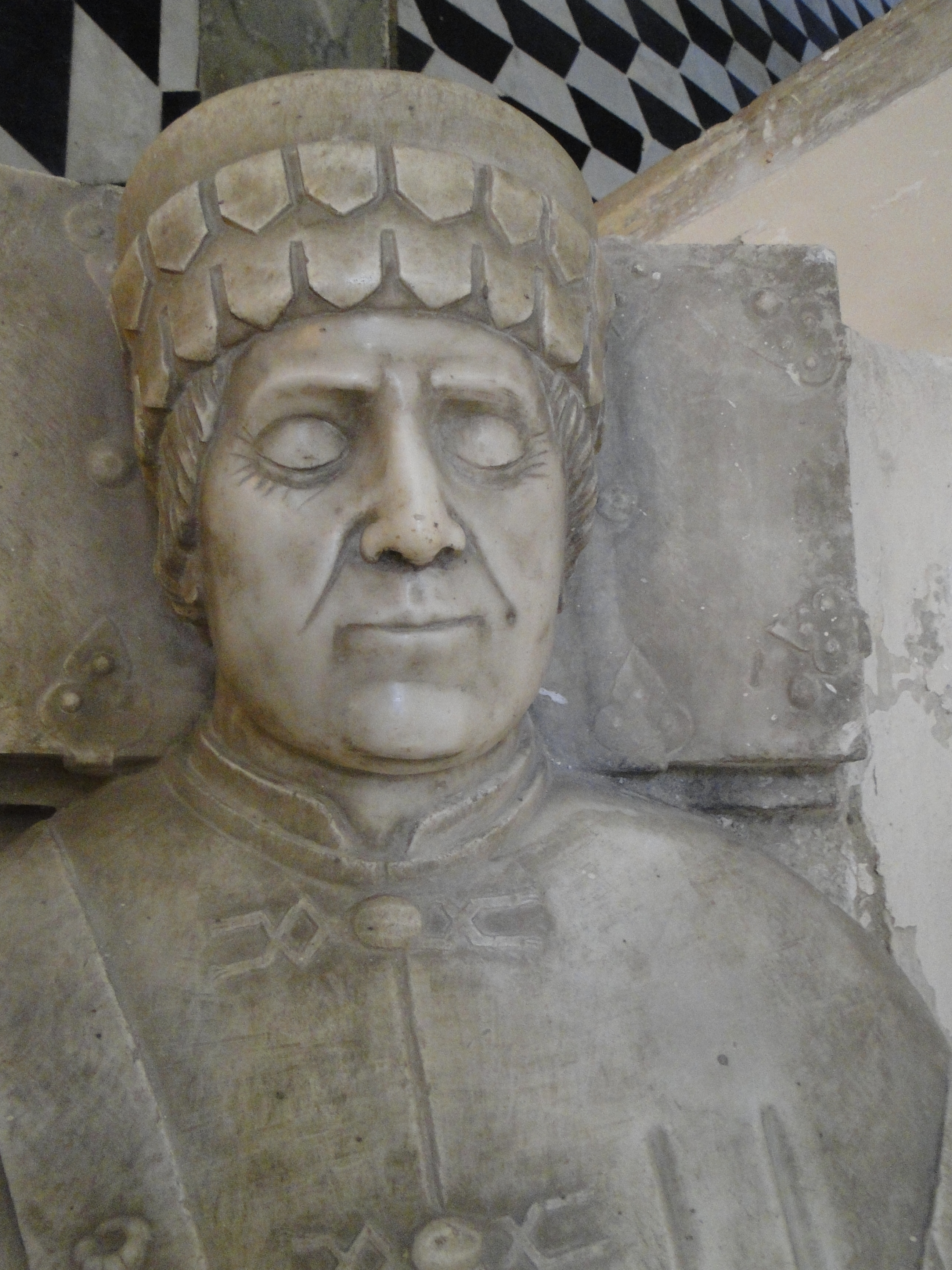
El monumento fúnebre de Antonio D'Alessandro.

La capilla Savarese tiene en la pared frontal un fresco de un autor desconocido de principios del siglo xv con una Virgen con el Niño entre san Pedro y san Agustín, debajo del cual hay una Piedad, mientras las paredes laterales están decoradas por dos lienzos de Carlo Sellitto que datan de 1608, Entrega de las llaves a san Pedro y San Pedro salvado de las aguas.
La capilla Orefice, decorada en mármoles policromos por maestros de Carrara hacia finales del siglo xvi, tiene ciclos de frescos de Luigi Rodriguez sobre Historias y Virtudes de la Virgen y, en las dos paredes laterales, los monumentos fúnebres a Antonio Orefice y su hijo, obra de Girolamo D'Auria.

#### Capilla de la Asunción y oratorio del Santo Sacramento
Un acceso en correspondencia con la pared de fondo derecha del presbiterio hace de pasillo que conduce a otras estancias de la iglesia. Inmediatamente de frente está el oratorio del Santo Sacramento, mientras que, girando a la izquierda, un pasillo conduce primero a la capilla de la Asunción y posteriormente a las sacristías.

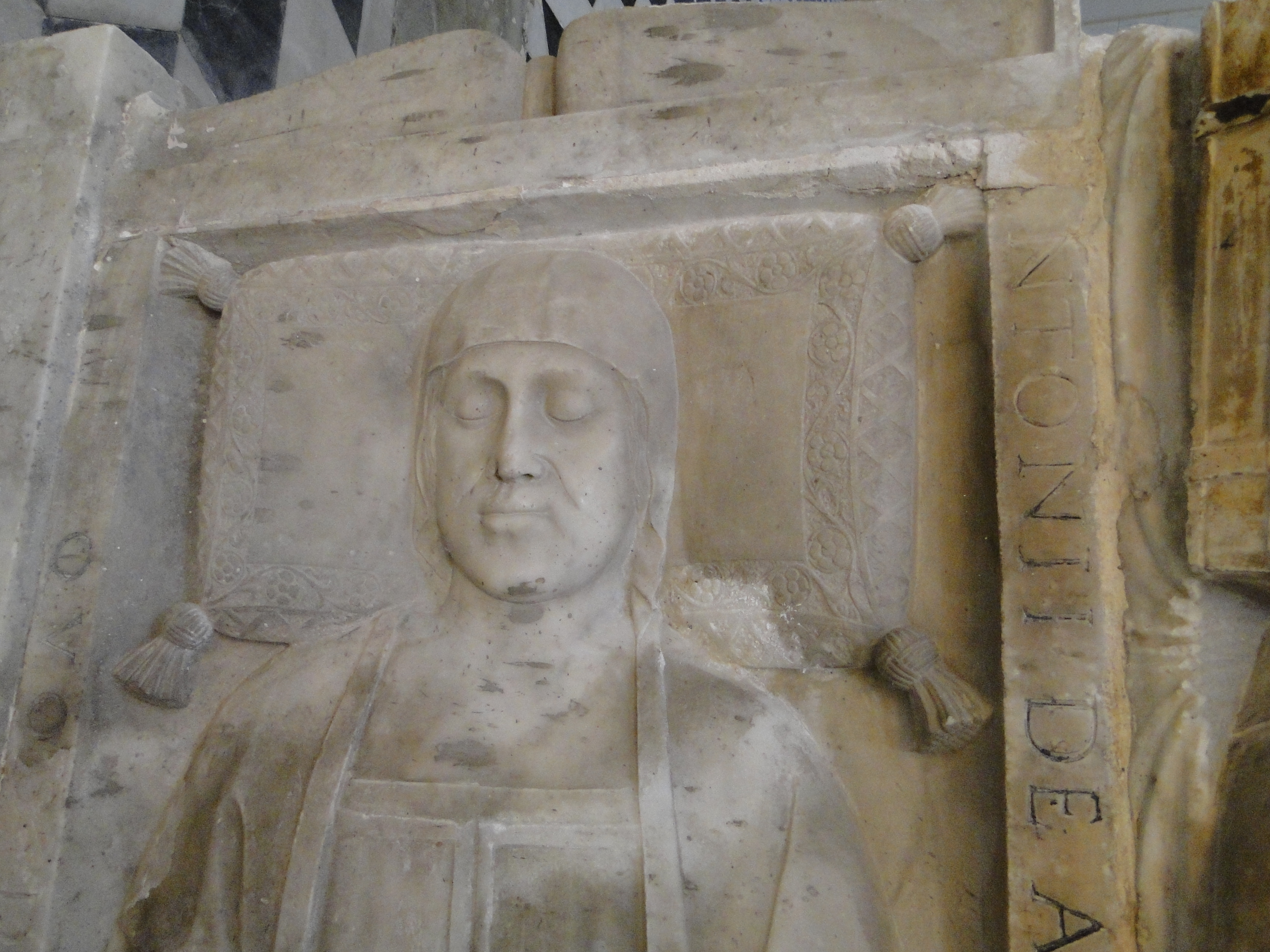
El monumento fúnebre de Maddalena Riccio.

El oratorio del Santo Sacramento está compuesto por tres capillas que se abren en sucesión entre ellas. La primera es la capilla Fiodo, cuyas paredes laterales albergan dos monumentos fúnebres. A un lado está el monumento sepulcral de Antonio d'Alessandro y su esposa Maddalena Riccio, él barón de Cardito y renombrado diplomático y jurista italiano, y ella una noble napolitana de los patricios de Nido. La obra fue realizada por Giovan Tommaso Malvito y data de 1491. Al otro lado está el monumento fúnebre de Antonio Fiodo, de Francesco da Sangallo y Bernardino del Moro. La siguiente capilla, Origlia, tiene en su pared izquierda las Historias de Jacob y Esaú vendiendo su primogenitura, de Pedro de Rubiales. La tercera y última capilla, la de la Lamentación, alberga el grupo escultórico de la Lamentación sobre Cristo muerto de Guido Mazzoni, que data de 1492. En la pared de fondo está el Calvario de Giuseppe Mastroleo, mientras que en las paredes laterales hay dos bajorrelieves: a la derecha la Sepultura de Jesús, atribuida a Girolamo D'Auria, y a la izquierda la Resurrección, datada en 1567.
La capilla de la Asunción se caracteriza por su pavimento de mayólica, los ciclos de frescos en la bóveda y el retablo de Fabrizio Santafede que representa la Asunción de la Virgen, acompañado por un fresco de Giorgio Vasari que muestra un Retrato de monje olivetano.

#### Sacristías

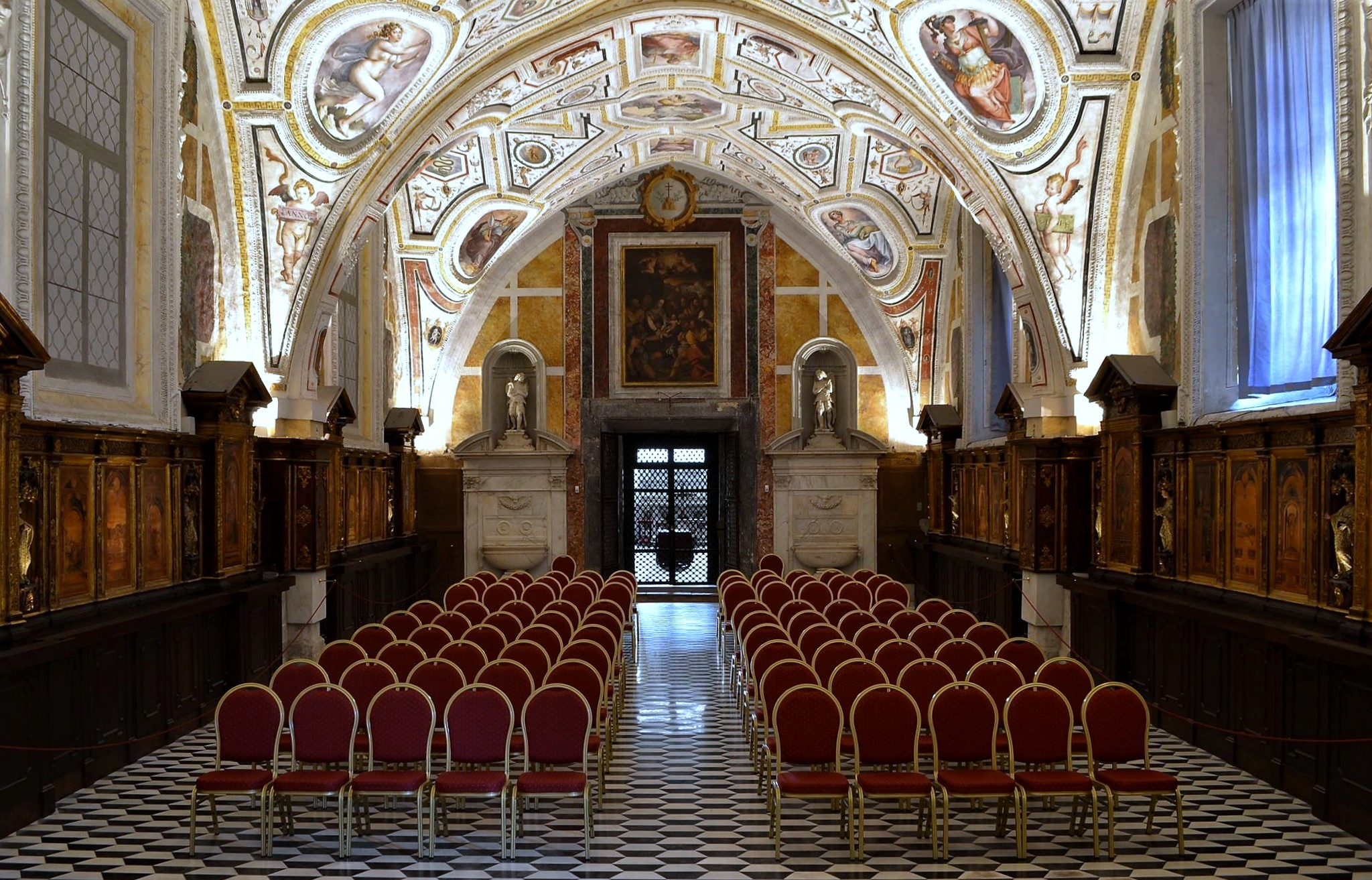
La sacristía vieja o de Vasari.

Al final del pasillo que se encuentra detrás de la zona del ábside de la iglesia, después de la capilla de la Asunción, se abren a la izquierda la sacristía nueva, con decoraciones en la bóveda que recuerdan a las de Vasari y el retablo del Crucifijo con santos de Giuseppe Mastroleo, y a la derecha la sacristía vieja o de Vasari, antiguo refectorio del monasterio olivetano, que tiene en su bóveda frescos del maestro aretino con alegorías y en las paredes muebles del siglo xvii y estalos de madera decorados con taraceas realizadas por Fra Giovanni da Verona entre 1506 y 1510, utilizados previamente para la capilla Tolosa.

## Monasterio
Al lado de la iglesia, a la derecha de la fachada principal, se encuentra el antiguo monasterio de Santa Maria di Monteoliveto, suprimido en 1799 y readaptado a diferentes usos, tanto privados como públicos, entre los que destaca el de haber albergado en 1848 el Parlamento napolitano.
Los claustros de Monteoliveto que componían el complejo monástico eran originalmente cuatro, pero posteriormente todos ellos fueron desconectados del edificio de culto. Actualmente tres de ellos forman parte del cuartel de los Carabineros «Pastrengo», cuya fachada principal es adyacente a la iglesia, a su derecha, mientras que el claustro grande, el principal del monasterio, del que todavía en la actualidad es parcialmente visible la fachada de entrada y el interior, ha sido destinado a viviendas particulares.